# Raionul Novhorod-Siverskîi (pre-2020), Cernihiv
Novhorod-Siverskîi (în ucraineană Новгород-Сіверський район, transliterat: Novhorod-Siverskîi raion) este un raion în regiunea Cernigău, Ucraina. Reședința sa este orașul Novhorod-Siverskîi.

## Demografie
Componența lingvistică a raionului Novhorod-Siverskîi
     Ucraineană (63,93%)
     Rusă (35,93%)
     Alte limbi (0,1%)
Conform recensământului din 2001, majoritatea populației raionului Novhorod-Siverskîi era vorbitoare de ucraineană (63,93%), existând în minoritate și vorbitori de rusă (35,93%).